# Луций Калвизий Тавър
Луций Калвизий Тавър (на гръцки: Λούκιος Καλβῆνος Ταῦρος; на латински: Lucius Calvenus Taurus или Calvisius Taurus; * 105) е гръцки философ от Средния Платонизъм през 2 век. Той ръководи фолософско училище в Атина.
Той произлиза от Бейрут. Основава частно училище по философия в Атина и обучава в своята къща. Той ползва произведенията на Аристотел. Най-прочутите му ученици са Авъл Гелий и Ирод Атик.
Тавър получава в Делфи почетно гражданство за себе си и децата му и е отличен с почетен надпис.
Според византийския речник Суда, Тавър е написал „За разликата между ученията на Платон и на Аристотел“ (Peri tēs tōn dogmátōn diaphorás Plátōnos kai Aristotélous), „За телата и нетелесните неща“ (Peri sōmátōn kai asōmátōn) и множество други произведения, които не са запазени.

## Издания
- Adriano Gioè (Hrsg.), Filosofi medioplatonici del II secolo d.C. Testimonianze e frammenti, Bibliopolis, Napoli 2002, ISBN 88-7088-430-9, S. 221–376 (на гръцки и латински, с превод на италиански и коментар)